# Thelymitra gregaria
Thelymitra gregaria är en orkidéart som beskrevs av David Lloyd Jones och Mark Alwin Clements. Thelymitra gregaria ingår i släktet Thelymitra och familjen orkidéer.
Artens utbredningsområde är Victoria. Inga underarter finns listade i Catalogue of Life.